# Popis epizoda serije Sram
Ovo je popis epizoda serije Sram koja se prikazuje od 27. listopada 2024. godine na Prvom programu HRT-a, na platformi HRTi te na službenom YouTube-kanalu serije.
| Sezona | Sezona | Epizode | Epizode | Originalno emitiranje | Originalno emitiranje | Središnji lik     |
| Sezona | Sezona | Epizode | Epizode | Premijera             | Finale                | Središnji lik     |
| ------ | ------ | ------- | ------- | --------------------- | --------------------- | ----------------- |
|        | 1.     | 10      | 10      | 27. listopada 2024.   | 28. prosinca 2024.    | Eva Šilović       |
|        | 2.     | 10      | 10      | 26. travnja 2025.     | 28. lipnja 2025.      | Nora Klarić Selem |

### Prva sezona  (2024.)
| 1. | 1.  | "Izgledaš kao drolja"          | 22 minute | 27. listopada 2024. |
| Eva od Jakova zatraži pomoć kod pisanja eseja jer se želi dobro iskazati kao učenica u novoj školi. Nakon što je pozvana na zabavu, Eva odlazi sama jer su Jakov i Lovro imali dugih planova. Na zabavi susreće svoju bivšu prijateljicu Saru koja ju naziva droljom. Eva upoznaje Noru, Tinu, Niku i Nikolu. |     |                                |           |                     |
| 2. | 2.  | "Vikendica"                    | 21 minuta | 3. studenoga 2024.  |
| Eva i Jakov planiraju provesti vikend u vikendici, no Eva se naljuti kada Jakov pozove svog prijatelja Lovru. Eva postaje zabrinuta kada vidi da se Jakov dopisuje sa svojom bivšom djevojkom Sarom. Situacija eskalira kada Jakov pozove i Žaca da se pridruži izletu u vikendicu. |     |                                |           |                     |
| 3. | 3.  | "Trebaš naći ekipu"            | 20 minuta | 10. studenoga 2024. |
| Nora pomogne Evi na satu njemačkog jezika i djevojke dogovaraju da će provesti više vremena zajedno; Eva upoznaje Noru s Tinom i Nikom, a ekipi se pridružuje i Vanessa. Eva poziva sve djevojke na zabavu u njenoj kući. |     |                                |           |                     |
| 4. | 4.  | "Ostavi dečka"                 | 20 minuta | 17. studenoga 2024. |
| Djevojke odlaze na Nikolin rođendan kako bi se pokušale približiti popularnim dečkima iz škole. Vanessa kaže Evi da prekine s Jakovom i bude s Nikolom, s obzirom na to da je Nikola zainteresiran za nju. |     |                                |           |                     |
| 5. | 5.  | "Što te pali?"                 | 22 minute | 24. studenoga 2024. |
| Djevojke posjećuju ginekologa kako bi se informirale o sigurnom seksu jer Tina želi imati seks s Rokom. Eva organizira večeru kako bi Jakova upoznala s mamom, no on se ne pojavljuje. Kad ga nazove, u pozadini čuje Sarin glas. |     |                                |           |                     |
| 6. | 6.  | "Znaš kad ti dečko laže"       | 20 minuta | 1. prosinca 2024.   |
| Eva sumnja da se Jakov opet viđa sa Sarom, što on negira. Eva i Jakov se posvađaju, a Tina je razočarana što je Roko ne primjećuje nakon seksa. Želi ponovno pridobiti njegovu pozornost šaljući mu golišave slike, što ostale djevojke ne odobravaju. Kasnije na zabavi, Sara kaže Evi da je upoznala Jakova. Razočarana svojim otkrićem, Eva želi napustiti zabavu, no Nikola joj pokušava pomoći te se njih dvoje na kraju poljube. Nakon poljupca Eva doznaje da je Nikola u vezi s Ines. |     |                                |           |                     |
| 7. | 7.  | "Otkud tebi da ja tebe volim?" | 20 minuta | 8. prosinca 2024.   |
| Eva i Jakov se pomire. Tina se u školi sukobljava s Rokom zbog toga što je ignorira, a Nora staje u Tininu obranu. Ines saznaje da su se Eva i Nikola poljubili te započne tučnjavu između svoje i Evine grupe prijateljica u školskom dvorištu. |     |                                |           |                     |
| 8. | 8.  | "Cijela škola te mrzi"         | 21 minutu | 15. prosinca 2024.  |
| Jakov prekida s Evom, a ona se bezuspješno pokušava pomiriti s njim. Evu drugi učenici maltretiraju i srame, što dovodi do njezinih svađa s mamom i Tinom. Ona se, međutim, pomiri sa Sarom. Za to vrijeme Roko se nabacuje Nori koja je nezainteresirana. |     |                                |           |                     |
| 9. | 9.  | "Zašto si mi uništio vezu?"    | 19 minuta | 22. prosinca 2024.  |
| Jakov i Eva su u prijateljskim odnosima jer pokušavaju pomoći Lovri čiji se roditelji rastaju. Tina je još uvijek otuđena od Eve i ostatka grupe. Ines, nakon što je prekinula s Nikolom, poziva Evu na božićni domjenak, želeći se ispričati za svoje postupke. Na zabavi se Eva sukobi s Lovrom koji joj kaže da je rekao Ines za njezin i Nikolin poljubac. Eva i djevojke pomažu Tini nakon što su je pronašli bez svijesti ispred Inesina stana.                                         |     |                                |           |                     |
| 10. | 10. | "Je li ovo closure?"           | 24 minute | 28. prosinca 2024.  |
| Djevojke ponovno posjećuju ginekologa nakon što Tina ima strah od trudnoće, a ginekolog je upozorava na nezdravu prehranu. Eva se nalazi s Jakovom kod sebe kako bi konačno prekinula s njim, no to čini tek nakon što s njim odluči izgubiti nevinost. Nora otkriva aplikaciju za gay upoznavanje na Lovrinu mobitelu. |     |                                |           |                     |

### Druga sezona  (2025.)
| 11. | 1.  | "A naš dogovor?"                   | 25 minuta | 26. travnja 2025. |
| Dok prisustvuju otvorenju novog bara u gradu, Nora, Eva, Nika i Vanessa otkrivaju da je Roko pomogao Tini da dobije posao domaćice u baru. Nora suočava Roka, smatrajući da je takav posao ponižavajući, no Roko i dalje ustraje u nastojanju da je pozove na izlazak. Kasnije, dok se djevojke druže kod Nore, Tina izražava želju da ode na Rokovu zabavu. Nora tada šalje Roku poruku, tražeći da prestane kontaktirati Tinu, uz naznaku da bi u tom slučaju mogla pristati izaći s njim. |     |                                    |           |                   |
| 12. | 2.  | "Što ćemo nas dvoje?"              | 26 minuta | 3. svibnja 2025.  |
| Dok Vanessa, Tina, Nora i Nika sjede u školskom dvorištu i gledaju Jakova kako se ljubi sa svojom novom djevojkom, Tina otkriva trač da trećašice vole Jakova jer je dobar u oralnom seksu. Eva želi oživi svoj ljubavni život, a Nora joj priča o svom nadolazećom spoju, no ne otkriva da je spoj s Rokom. Eva se boji svog spoja, a Nora laže Tini da ne može ići s Evom jer ima zakazane instrukcije. Vito shvaća da Nora odlazi na spoj s Rokom, no kad Roko dođe po nju, atmosfera među njima je hladna. Nora ga krivi za manipuliranje i iskorištavanje Tine; Roko odgovara da se ispričao Tini samo zato što ga je Nora zamolila, a ne da bi Tini dao nadu da će se pomiriti, te da joj je pronašao posao hostese isključivo zato što joj je trebao posao. Roko iznenada dobiva poziv i žurno odlazi, a Nora odbija Rokov prijevoz i vraća se kući sama gdje pronalazi pijanog Vita, Tinu i Evu, čiji je spoj propao. Tina primjećuje da je Nora nosila parfem na instrukcije, za koji Vito ističe da se održao u petak navečer. |     |                                    |           |                   |
| 13. | 3.  | "Nisam ja kriv što lažeš frendici" | 27 minuta | 10. svibnja 2025. |
| Nora se susreće s curama u školskom dvorištu, gdje ogovaraju Rokovo društvo koje se u petak navečer potuklo. Eva kaže Tini da je od Sare čula kako Roko nije bio s njima jer je bio na spoju s nepoznatom curom. Kasnije, nasamo, Eva shvati da je Nora bila ta djevojka, što joj Nora potvrdi i zamoli je da to zadrži za sebe. Iako isprva ne želi ići na Rokovu zabavu u petak, Nora se ipak predomisli nakon što joj Eva pošalje video u kojem se Tina sramoti pokušavajući zavesti Roka. Kada Nora stigne, Tina je već otišla kući u suzama jer ju je Roko konačno odbio. Nakon što policija prekine tulum, Nora ostane zaglavljena kod Roka jer je netko od gostiju zabunom uzeo njezinu jaknu u kojoj su bili mobitel i ključevi. Nora putem Rokova Instagram-profila pošalje poruku Viti, a zatim s Rokom svira na njegovom sintisajzeru prije nego što odu na spavanje. Roko joj prepusti svoj krevet i ode spavati na kauč, ali kad otkrije da je netko od gostiju prolio pivo po njemu, Nora mu dopusti da joj se pridruži u krevetu. |     |                                    |           |                   |
| 14. | 4.  | "Nitko te ne tjera da budeš tu"    | 24 minuta | 16. svibnja 2025. |
| Dok kopaju po Evinom ormaru kako bi donirale odjeću siročadi, Eva i Nora prime poruku od Tine s pozivom na tulum koji organizira Rokov krug prijatelja. Nora je neodlučna jer se ulaz plaća kako bi se skupio novac za školski mikroskop koji je, kako joj Roko kaže, razbio Nikola, ali su svi preuzeli krivnju. Kako bi je nagovorio da dođe, Roko uvjeri Nikolu da dio prikupljenog novca doniraju siročadi. Na tulumu, Nora ne želi priznati Roku da joj se sviđa i laže da je došla samo zbog Eve. On joj uzvraća da nije baš uspjela u toj namjeri, a zatim izazove Noru da ga pogleda u oči i kaže da joj se ne sviđa; ona to i učini i održi govor o tome koliko su svi muškarci površni. Roko odlazi, a Nora odmah požali zbog svojih riječi. Potrči za njim i poljube se, dok Tina drži pijanu Evu za glavu dok povraća s mosta — točno iznad Nore i Roka. |     |                                    |           |                   |
| 15. | 5.  | "Ovo je Nora i upravo odlazi"      | 25 minuta | 24. svibnja 2025. |
| Nora i Roko provode jutro nakon tuluma u njegovoj sobi, no Nora odbija seks prije braka. Rokov brat Sven neočekivano navraća, što iznervira Roka, koji suptilno daje Nori do znanja da bi trebala otići, a pred Svenom kaže da mu Nora nije cura. Nora se osjeća poniženo, zbog čega joj se Roko idući tjedan ispričava. Iako prihvaća ispriku, Nora je i dalje neodlučna oko toga da se njih dvoje nazovu parom. Na zajedničkom doručku, Vito otkriva Niki i Tini da mu se majka nije javila otkad joj je priznao da je gej; Tina se i dalje bori s poremećajem prehrane. Na dan Norijade, Tina s curama otkriva da će Roko sigurno završiti s više cura, te im prenosi trač od rođakinje kako je Sven bio još promiskuitetniji dok je studirao s njom. Iako se do tada sve više zaljubljivala u Roka, Nora postaje potištena, pogotovo nakon što dobije njegovu poruku u kojoj joj piše da je sanjao kako su spavali zajedno. Nora želi krenuti iznova s Rokom; priznaje mu da osjeća kao da je njezini roditelji ne vole, a on joj povjerava da je smrt njegove sestre uništila njegovu obitelj te kako je njegov brat loša osoba. Dijele suzama ispunjen poljubac, prije nego što ugledaju Nikolu i Lovru kako prolaze zajedno. |     |                                    |           |                   |
| 16. | 6.  | "Nora, opusti se"                  | 25 minuta | 31. svibnja 2025. |
| Nora i Roko počinju se pratiti na Instagramu. Nora i Eva žele da Vito istraži je li Nikola gej; Vito pristaje. Uz Evinu pomoć, Nora i Roko i dalje skrivaju svoju vezu od Tine. Vito prekida Norin i Rokov trenutak strasti kako bi joj rekao da Nikola ipak nije gej. Nora pokušava skupiti hrabrost da Tini kaže za sebe i Roka, prije nego što njihova veza postane službena. Ne uspijeva to učiniti ni prije ni tijekom zabave za maturante, na kojem izbije tučnjava između Roka, Nikole, Lovre i njihove ekipe te grupe nepoznatih dečki koji su upali na tulum. Usred tučnjave, Roko razbije bocu o glavu jednog od dečka. |     |                                    |           |                   |
| 17. | 7.  | "Samo misliš na Roka"              | 28 minuta | 7. lipnja 2025.   |
| Nora razgovara s Rokom zbog razbijanja boce na tulumu. On opravdava svoje postupke govoreći da bi učinio sve kako bi zaštitio one do kojih mu je stalo. Nora traži udaljavanje od Roka — treba vremena da obradi njegovu iznenađujuće nasilnu stranu. U školi, Nora razgovara s Vanessom o tučnjavi. Vanessa joj otkriva da je sama shvatila da su ona i Roko zajedno; staje u njegovu obranu spominjući rasističko ponašanje napadača i pita zašto bi njihove razlike bile problem. Eva otkriva da se sukob zapravo vrtio oko ekstazija. Potaknuta Vanessinim riječima, Nora napokon razgovara s Tinom o Roku. Na njezino iznenađenje, Tina joj priznaje da zna za njih otkako su se prvi put poljubili, te je upita je li zaljubljena u Roka, što Nora potvrđuje. Ohrabrena Mašom, Nora pokušava nazvati Roka, ali se on ne javlja. Odlazi do njegove kuće, gdje umjesto njega zatekne Svena koji ondje organizira tulum. Sven je nagovara da ostane i pričeka Roka. Tijekom večeri, koristeći Norinu vidnu opijenost, počinje ogovarati Roka, sugerirajući da je s drugom curom, te počinje koketirati s Norom. Roka još uvijek nema satima, a Nora se opušta uz koktel koji joj Sven priprema. Pošto joj je stanje postajalo sve lošije, Nora odluči krenuti kući, no Sven joj donosi čašu vode — za koju se implicira da se u njoj nalazi psihoaktivna tvar. Nora se potpuno odvaja od stvarnosti i u pripitom stanju partija s Petrom i Svenom, te naposljetku pada u nesvijest na pod. |     |                                    |           |                   |
| 18. | 8.  | "Obriši te fotke"                  | 28 minuta | 14. lipnja 2025.  |
| Nora se probudi u svom krevetu pored Roka; on joj kaže da ju je čekao ispred njezine kuće. Vito joj kaže da je prošlu večer bila jako zabavna i da se nije odljepljivala s Roka, a da joj je Roko držao njenu kosu dok je povraćala. Nora nazove Petru, a ona joj otkriva da je Nora previše popila na Svenovom tulumu pa je Petra nazvala taxi za nju. Nora Roku laže da je bila s curama prošle noći, dok Roko objašnjava da nije odgovorio na njezine pozive jer je izgubio telefon. On joj povjerava da odlazi kod svoje majke kad god je Sven u kući njegovog oca, te se ispričava zbog tučnjave od onog dana. Nakon toga brine o njoj dok se oporavlja od mamurluka. Roko vodi Noru na Sljeme, gdje im društvo pravi Sven, koji je inzistirao da im se pridruži. Kad Roko ode po hranu i piće, Nora pita Svena je li joj netko stavio nešto u piće na tulumu. Sven to negira i tvrdi da se ona samo previše napila; pokazuje joj fotografije koje je snimio dok je bila napola gola i odbija ih izbrisati kad ga ona moli. Nora pobjegne u šumu gdje doživi napadaj panike. Nakon povratka kući, Nora sve više tone u depresiju i osjeća potrebu za samoozljeđivanjem nakon što shvati kako je vrlo vjerojatno da joj je netko uistinu ubacio nešto u piće. Sljedećeg dana odlazi na krvnu pretragu kod doktora. Nora se otvara Evi, koja je potiče da kaže Roku, a u međuvremenu Nori stiže poruka od liječnice da ju što prije kontaktira. Liječnica joj govori kako joj je krv čista, no prema simptomima koje je Nora opisala najvjerojatnije je bila drogirana GHB-om. Liječnica savjetuje Noru da se bez obzira na sve ne povlači u sebe i iz društva te da to što joj se dogodilo nije njena krivnja. |     |                                    |           |                   |
| 19. | 9.  | "Fakat se ničeg ne sjećam"         | 26 minuta | 21. lipnja 2025.  |
| Nora je i dalje u depresiji zbog svega što se dogodilo na Svenovoj zabavi i leži zaključana u svojoj sobi. Na vrata joj kuca Roko koji se brine za nju, a kad mu ne dopušta ulazak ostavlja ispred njenih vrata poklon – gramofon njegovog djeda. Dok su u školi zbog podijele svjedodžbi na kraju školske godine, Tina ispriča Niki za Noru i Roka, a Nika je ljuta što nije prije saznala za njihovu vezu. Kada Eva pokuša natjerati Noru da joj se otvori, Nora plane na nju i frustrirano ode. Roko zatekne Noru ispred njezine zgrade i zamoli je da razgovaraju. Nora navodi kako on nije ništa kriv, ali ga odbija i kaže mu da je plaši. Povrijeđen, Roko ode. Nora pozove cure na večeru i ispriča im, s Vitom i Mašom, sve što se dogodilo sa Svenom. Vito i Maša osjećaju krivnju, Vanessa je ljuta, a Nika uznemirena. Tina je zabrinuta da je Sven možda silovao Noru, ali Nora ne vjeruje u to. Nora pozove Svena na piće kako bi nastavili razgovor koji su započeli na Sljemenu. Uspije s njegovog mobitela poslati sebi polugole slike koje je snimio na zabavi. Zatim mu prizna da zna za GHB i zaprijeti mu policijom. On uzvraća prijeteći svojom ocem, zbog čega mu Nora otkrije da je snimala cijeli razgovor, prolije mu piće po licu i pobjegne iz kafića. Nora i djevojke odmah odlaze na policiju, gdje Nora prijavi pokušaj silovanja. Sven objavi jednu od slika na svom Instagram-profilu, zbog čega Roko povjeruje da ga je Nora prevarila sa Svenom. Roko odluči napustiti Zagreb i studirati u Amsterdamu. U suzama, Nora pokušava spriječiti njegov odlazak. Ispriča mu o dječaku s kojim je s trinaest godina izgubila nevinost – nakon čega ju je on ignorirao i proširio glasine da je "kurva". Kad dozna da je Sven Noru drogirao GHB-om, Roko sjedne u auto i ode, dok Nora trči za njim. |     |                                    |           |                   |
| 20. | 10. | "Sve ću ti objasniti"              | 29 minuta | 28. lipnja 2025.  |
| Petra u panici nazove Noru – Sven je bio kod nje kad se pojavio Roko i prebio ga. Kad Nora stigne, obojica su već uhićeni. Uznemirena Petra pita jesu li Rokove tvrdnje o GHB-u istinite. Nakon što joj Nora to potvrdi, Petra je u suzama zamoli za oprost jer joj te večeri nije pomogla, misleći da je Nora bila samo pijana. Vito i Maša pronađu Norine ljubavne pjesme i uvjere je da razgovara s Rokom. Nora ga stiže prije odlaska u Amsterdam, no on je samo zagrli i kaže da će ostati u kontaktu s njom. Dok Nora plače na stanici, Roko se vraća i poljube se. Na tulumu svi igraju „nikad nisam“ i prisjećaju se konflikta iz prve dvije sezone. Vito sumnja u Lovrinu seksualnost. Nora i Roko se iskradu, odu k njoj i spavaju zajedno. Ujutro zakasne na vlak, a Roko je poziva da ide s njim u Amsterdam. U vlaku Tina povraća, Eva službeno upozna Tenu, a Lovro zaprati Vitu na Instagramu i ljubi se s Anđelom. |     |                                    |           |                   |